# Флешмен у Великој игри
Флешмен у Великој игри (енгл. Flashman in the Great Game), историјски роман Џорџа Мадоналда Фрејзера.

## Тема
У овом делу, незамењивог пуковника Флешмена лорд Палмерстон шаље назад у Индију, као тајног агента, да открије ко стоји иза предстојеће Индијске побуне 1857. Чини се да руски царски агент-провокатор можда подбуњује сепоје. Повремено маскиран у индијског коњаника (совара), он се провлачи кроз покоље Енглеза на почетку побуне, док храбри људи умиру свуда око њега, укључујући његовог школског друга, Иста. Његова претпоследња авантура је задатак да спасе Рани из Џансија, историјску краљицу која гине на челу побуњеника. Како је навео један критичарː Као и обично, Флешмен урања у блато и излази миришући на руже... Лагано бекство у стара лоша времена.

### Историјски догађаји
- побуна сепоја и покољ британских цивила у Мируту (10. маја 1857)
- опсада Канпура (5-25. јуна 1857)
- опсада Лакнауа (30. јуна-17. новембра 1857)

### Историјске личности
- Лорд Палмерстон, британски премијер
- Лакшми Беј, рани од Џансија
- Хју Вилер, заповедник Канпура
- Моубри Томсон, поручник у Канпуру

## Цитати
- Нема ништа боље од духа праведне одмазде за распиривање суровости код пристојних, љубазних, побожних људи - ја, који то нисам, и никад ми нису требали врли изговори за моја иживљавања, могу то да тврдим. (Флешмен о цивилима у војсци)[6]